# Húsafell
Húsafell is een plaats met voornamelijk zomerhuisjes in het westen van IJsland in de regio Vesturland. Húsafell behoort samen met Borgarnes, Bifröst, Kleppjárnsreykir en Reykholt tot de gemeente Borgarbyggð. 
Húsafell is interessant omwille van de prachtige natuur die men er kan vinden, bijvoorbeeld Hraunfossar (lavawatervallen) in de Hvítá (Witte rivier), waar het water over een lengte van bijna 1 kilometer onderuit een lavaveld stroomt, en het uitgestrekte Húsafellsskógar bos. De grotten van het lavaveld Hallmundarhraun met onder andere de bekende Surtshellir liggen hier ook niet al te ver vandaan.
Men kan Húsafell gebruiken als startbasis voor excursies op de Arnavatnsheiði hoogvlakte. Deze hoogvlakte staat bekend om de vele meren waar men kan vissen, en er wordt gezegd dat het aantal meertjes ontelbaar is. Daarnaast zijn er nog twee gebieden op IJsland met ontelbare geologische structuren: de eilandjes in de Breiðafjörður fjord, en de heuveltjes even ten Zuidwesten van het plaatsje Blönduós.
In de negentiende eeuw woonde er een groep kunstenaars in Húsafell. Vandaag werkt de beeldhouwer Páll Guðmundsson hier nog steeds.

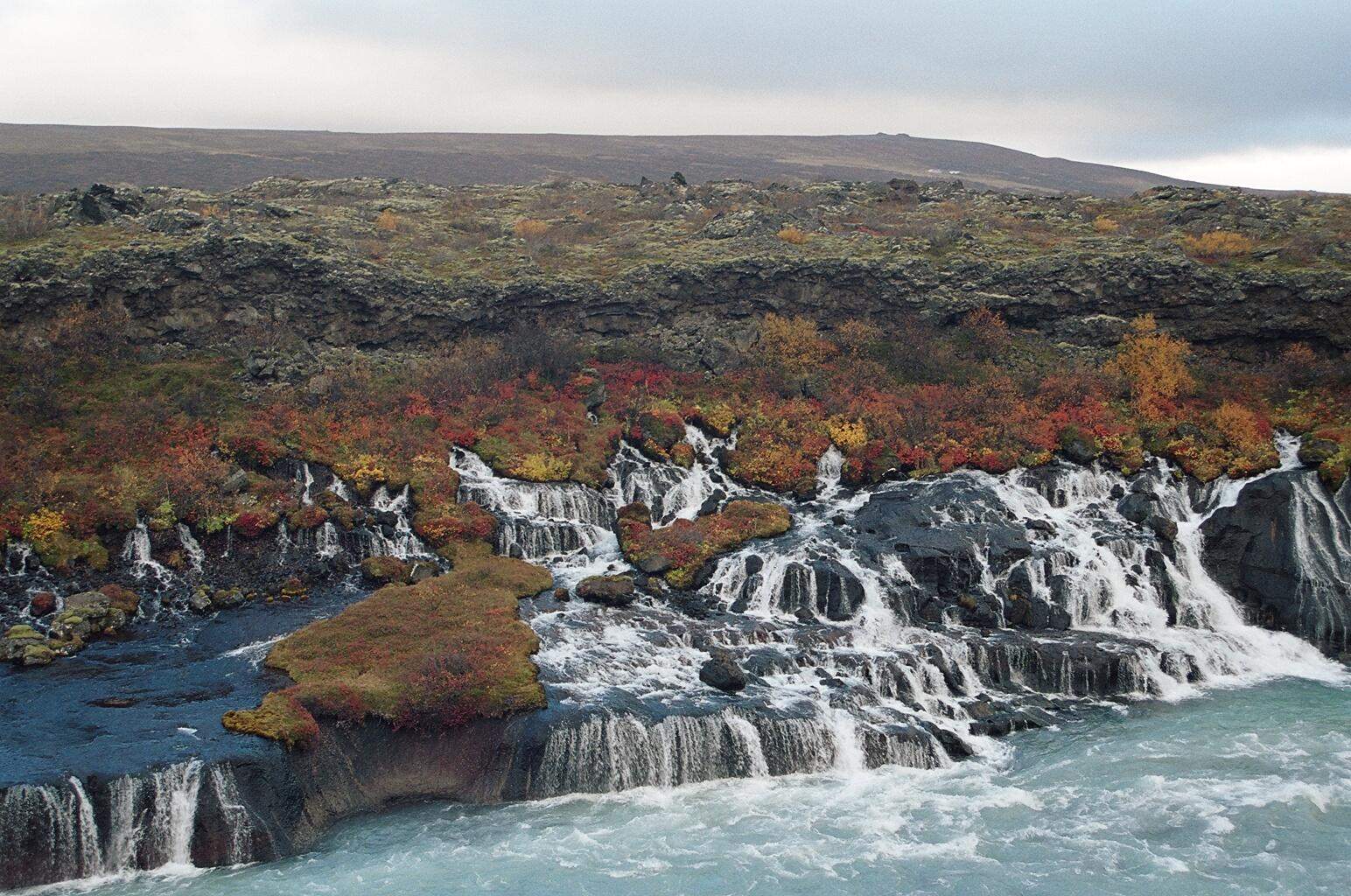
De Hraunfossar watervallen nabij Húsafell